# Rafael Lorenzana
Rafael Lorenzana Becerra es un exciclista profesional español. Nació en Madrid el 30 de septiembre de 1964. Fue profesional entre 1989 y 1992 ininterrumpidamente.
Solamente corrió para el equipo Puertas Mavisa, en el que permaneció sus cuatro años de profesional, los mismos que estuvo en competición en equipo Mavisa.

## Palmarés
No obtuvo victorias en el campo profesional.

## Equipos
- Puertas Mavisa (1989-1992)